# Begrotingssaldo
Het begrotingssaldo is het tekort of het overschot over de begroting, uitgedrukt in geld, van een publieke of private instelling. 

## Berekening
Het begrotingssaldo wordt op de volgende wijze berekend 
{\displaystyle U-O=Bs}.
U staat voor de geplande uitgaven in een jaar, O voor de geplande inkomsten (ontvangsten). Als er meer uitgaven zijn dan inkomsten, spreekt men van een begrotingstekort. Als er meer inkomsten dan uitgaven zijn, is er sprake van een begrotingsoverschot.

## Krediet
In de praktijk (vooral bij de overheidsfinanciën) komt het weinig voor dat er sprake is van een begrotingsoverschot. In dat geval moet de organisatie een lening aangaan om het gat te dichten. Dit betekent uiteraard dat er in het vervolg rente over de lening zal moeten worden betaald en dat het krediet na verloop van tijd zal moeten worden afgelost.